# Aptenia
Аптенія (Aptenia) — невеликий рід багаторічних сукулентних рослин родини аїзових (Aizoaceae), поширених в Південній Африці.
Назва може бути переведена як «безкрильник», утворена від грецьких слів «а-» (без) і «птенос» (крило) і відображає відсутність «крилець» на насіннєвих коробочках, характерних для багатьох інших родів в родині аїзових.

## Види
- Aptenia cordifolia (L.f.)